# Upasani Maharadż
Upasani Maharadż (ur. 15 maja 1870 w Satanie, zm. 24 grudnia 1941) – indyjski święty, guru, uważany przez swoich zwolenników za satguru. Mieszkał w miejscowości Sakori, w stanie Maharashtra. Był najsłynniejszym uczniem Sai Baby z Shirdi oraz jednym z pięciu "mistrzów doskonałych" sławnego duchowego nauczyciela – Mehera Baby.

## Życiorys
Upasani Maharadż urodził się w hinduistycznej rodzinie bramińskiej we wsi Satana, w Indiach, w dystrykcie Nashik. Jego ojcem był Govind Shastri, a jego matką Rukhmini Shastri. Po ukończeniu kariery jako lekarz ajurwedyjski i po trzech małżeństwach zaczął słyszeć dziwny, przeszkadzający głos. Ten głos, oraz inne trudności, sprawiły, że wyruszył w duchowe poszukiwania i spotkał swego guru - Sai Babę z Shirdi. Zlecił mu on życie w położonej 3 mile dalej miejscowości Sakori, w świątyni boga Khandoby, gdzie mieszkał przez wiele lat w towarzystwie węży i skorpionów, kontynuując swój tapas.

## Nauki
Upasani Maharadż nauczał, że istnieją trzy zasady moralne, sprawiające, że życie staje się życiem w pełnym tego słowa znaczeniu:
- Nie sprawiaj innym kłopotów.
- Pomagaj innym, nawet jeżeli robisz to za cenę cierpienia.
- Bądź zadowolony, pozwalając sprawom toczyć się swoim torem.

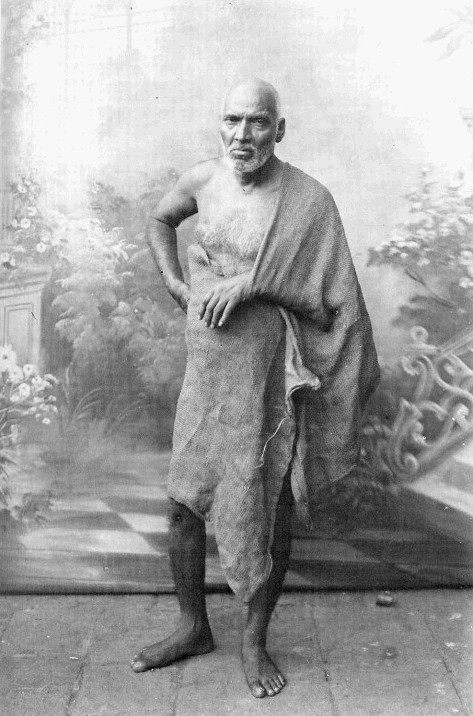
Portret z Pune

## Meher Baba
Upasani Maharadż był drugim głównym nauczycielem Mehera Baby, którego nazywał Adi-Shakti. Gdy Shirdi Sai Baba przyprowadził do niego, dojrzewającego do duchowej misji, Mehera Babę, pierwsze co zrobił Upasani, to podniósł kamień i rzucił w jego stronę, raniąc go w czoło. Zapoczątkowało to kolejny etap rozwoju Merwana. (Poprzedni etap rozpoczęła Hazrat Babadżan pocałunkiem w czoło). Przebywał z nim w latach 1914–1921 w Sakori. Spotkał się z nim również na dwa miesiące przed swoją śmiercią.

## Mahatma Gandhi
Upasani znany jest ze swoich wypowiedzi dotyczących seksualności. Gandiego zaszokował, gdy obnażywszy się przed nim rzekł: „Możesz być wielkim człowiekiem, ale jakie to ma dla mnie znaczenie?”.